# Gondole à Venise
Gondole à Venise est un tableau de Claude Monet réalisé sur place en 1908. Il est exposé au Musée d’Arts de Nantes.

## Contexte
Claude Monet séjourne à Venise depuis fin septembre 1908. Il est subjugué par la ville et semble tout d’abord dépassé par sa beauté. Il retrouve pourtant vite ses pinceaux, mais le temps maussade de l’automne le contrarie. Le retour en France est reporté plusieurs fois et les lieux de séjour se succèdent. Alice, qui l’accompagne, lui apporte une écoute attentive mais aussi inquiète, voyant son mari affronter un froid du matin toujours plus vif et, elle, ses sautes d'humeur. Cette esquisse, qui est la dernière réalisée durant le séjour, a été peinte le 3 décembre. Le soir même, Monet se résout à prendre des billets de retour pour la France.

## Traitement du sujet
Monet met en valeur le sujet en utilisant le contraste entre les lignes verticales des palines et les lignes courbes de l’embarcation. Les reflets sur l'eau de la lagune soulignent l'ensemble par une  représentation dynamique.

## Devenir de l'œuvre
À son retour, de nombreuses esquisses sont terminées en atelier. Ces tableaux sont confiés à Bernheim pour une exposition qui a lieu en 1912. Mais cette œuvre reste, elle, en l’état, et n'y participe pas. Monet en fait don à son ami Georges Clemenceau, qui la lègue au Musée des Beaux-Arts de Nantes. Elle y est entrée en 1930.
Le tableau participe à une vingtaine d’expositions à partir de 1980 dans plusieurs pays d’Europe ainsi qu’aux États-Unis, au Mexique, au Japon et à Hong-Kong.